# Cyphokentia macrostachya
Cyphokentia macrostachya är en enhjärtbladig växtart som beskrevs av Adolphe-Théodore Brongniart. Cyphokentia macrostachya ingår i släktet Cyphokentia och familjen Arecaceae. Inga underarter finns listade i Catalogue of Life.